# Anna Pepoli Sampieri

Stemma Pepoli

Anna Maria Pepoli Sampieri (Bologna, 27 novembre 1783 – Bologna, 10 dicembre 1844) è stata una scrittrice e letterata italiana, tra le più significative della sua epoca.

## Biografia
Anna Maria Pepoli Sampieri nasce a Bologna nel 1783 dal conte Rizzardo, esponente di uno dei rami principali della nobile famiglia Pepoli, e da Cecilia di Girolamo Cavalca Mattioli. Suo fratello Carlo è patriota a lungo esule, letterato amico di Leopardi e futuro sindaco di Bologna. Anche Anna Maria è permeata di idealità e amor patrio, ma è anche legata ai valori tradizionali: incarna al meglio lo spirito del suo tempo.
«Alle buone lettere formata, e tale che si meritò d'essere celebrata da uno de' migliori Cigni del Sebeto» secondo il Salvardi, Anna si dedica in gioventù allo studio dei classici, arricchendolo con la lettura degli umanisti e degli scrittori e filosofi posteriori. Il bagaglio di conoscenze acquisite affiora nelle sue opere: il Libro de' costumi attribuito a Dionisio Catone e la lettera introduttiva al Manuale di Epitteto tradotto dal greco dal Salvini, entrambe del 1827.
Nel 1802 sposa Francesco Saverio Sampieri Bugami e dalla loro unione nasce l'adorata figlia Camilla. Il matrimonio dura poco: rimane vedova nel 1814. Nel 1824, in occasione del matrimonio di Camilla con il cavaliere Beccadelli Grimaldi, la Pepoli Sampieri dà alle stampe, presso la tipografia di Annesio Nobili, il volume Sentenze e detti memorabili d'antichi e di moderni autori, definito nel settembre del 1825 libro d'oro da Salvatore Betti, letterato redattore del Giornale arcadico di scienze, lettere ed arti.
Si tratta di un libro di genere moralistico, di un centinaio di pagine appena, un insieme di istruzioni di comportamento per la giovane sposa, riunite in modo da avere «assai piacevole ricreamento dalle domestiche cure». L'opera ha grande successo e viene ristampata dallo stesso Nobili nel 1826 e a Milano da Sonzogno nel 1828. Anche il principe Pietro Odescalchi l'apprezza grandemente, definendola «di grande utilità per tutti coloro che si piacciono né gravi studi della morale e della filosofia e piena di sostanzievole sugo e tale che più vale a formare gli umani costumi di tutta l'etica di Aristotele». Odescalchi stima la Pepoli Sampieri «dama tanto colta, quanto ornata di gentili costumi e di cortesi maniere».
Il favore ottenuto incoraggia Anna a pubblicare, nel 1838, i tre volumi de La donna saggia e amabile, editi a Capolago, nel Canton Ticino, presso la Tipografia Elvetica, per non incorrere nella censura papalina.
Sono libri scritti con il dichiarato pretesto di «occupare con qualche profitto il tempo» rimasto dopo il matrimonio della figlia e la lunga vedovanza. Ogni volume è dedicato al comportamento della donna in uno dei suoi ruoli fondamentali: come reggitrice della casa, educatrice dei figli e conversatrice nei salotti.
Il ruolo che la marchesa le riconosce come principale è quello di madre. Essa deve essere in grado di trasmettere alle figlie i precetti, che permetteranno loro di affrontare con successo ogni circostanza della vita. E citando Voltaire afferma che «una madre di famiglia è come un ministro di stato». «Fu mia madre che mi ammaestrò a sapermi mantenere libera sempre e ferma nelle mie risoluzioni, di non seguitare che la ragione anche nelle minime cose, a conservarmi sempre uguale anche nelle mie acerbe avversità».
Muore nel 1844 nella sua casa di via Santo Stefano sotto la SS. Trinità.

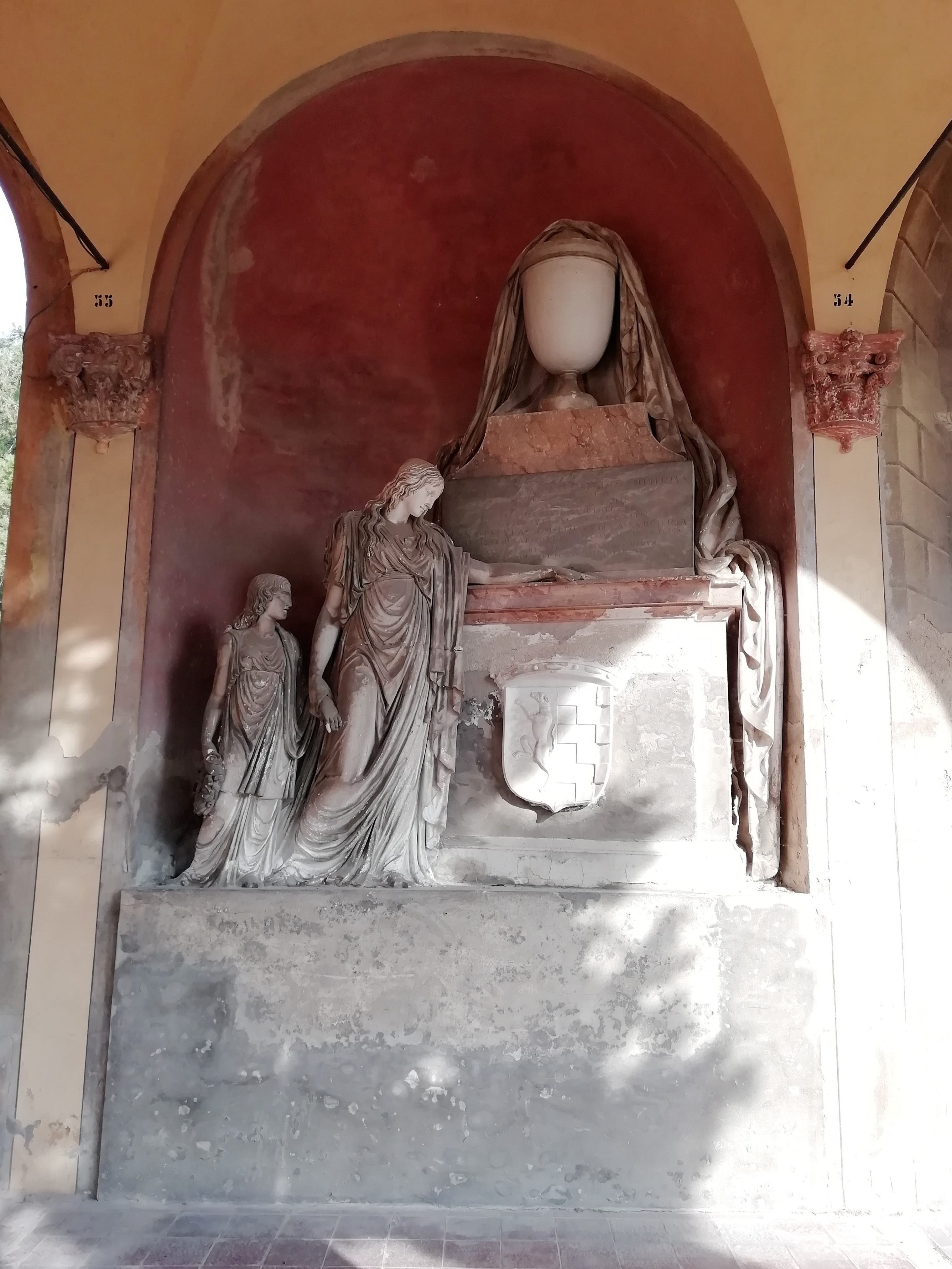
Il monumento funebre a Francesco Sampieri, nella Certosa di Bologna.

Anna Pepoli Sampieri è sepolta nel Chiostro Terzo, arco 54, del cimitero monumentale della Certosa di Bologna, nella tomba di famiglia dedicata a a Francesco Sampieri. Il monumento funebre in Certosa, scolpito da Giovanni Putti nel 1815, la raffigura in maniera idealizzata, giovane madre premurosa, assieme a Camilla bambina.

## Opere
Tra le opere pubblicate da Anna Pepoli Sampieri si ricordano:
- Raccolta di sentenze e di massime tolte ai filosofi, poeti, oratori antichi e moderni, Bologna, Tipografia Nobili, 1824
- La donna saggia e amabile, Capolago, Tipografia Elvetica, 1838
- Della dignità delle donne e del loro potere nella civile società, in Antologia femminile, Torino, 1840
- In ogni età le donne italiane hanno coltivato le arti e le scienze, in Florilegio femminile, vol. I, Genova, 1840
- Prime considerazioni da farsi innanzi di intraprendere l'educazione, in Florilegio femminile, vol (omissis), Genova, 1840
- Difetti dell'educazione antica e moderna, in Florilegio femminile, vol (omissis), Genova, 1840
- Tempo nel quale deesi intraprendere l'educazione, in Florilegio femminile, vol (omissis), Genova, 1840
- Sentenze e detti memorabili d’antichi e di moderni autori. Porgi il tuo cuore all'ammaestramento, e le tue orecchie a' detti di scienza, Bologna, Tipografia Nobili, 1826